# Syrrhopodon crenulatus
Syrrhopodon crenulatus là một loài rêu trong họ Calymperaceae. Loài này được Tixier W.D. Reese mô tả khoa học đầu tiên năm 1995.